# Ribe Nørremark Station
Ribe Nørremark Station er en dansk jernbanestation (teknisk set et trinbræt) oprettet 1985 i det nordlige Ribe.